# British South Africa Company

British South Africa Company

British South Africa Company, BSAC, var ett 1889–1965 verksamt företag, som grundades av Cecil Rhodes.
BSAC var det sista och viktigaste av de stora handels- och kolonialkompanier, som uppstod i Brittiska imperiet under 1800-talet. I likhet med de övriga "chartered companies" upprättades det uteslutande genom enskild kapitalsammanslutning, med syfte att begagna privilegier från infödda hövdingar till att uppodla områden, som förut ej tillhört imperiet och som brittiska staten ej trott sig kunna eller böra ta sig an. 
Stiftarna av BSAC leddes särskilt av oro för att den guldförande sydafrikanska högslätten skulle falla i händerna på Storbritanniens medtävlare och planen att genom järnväg förena Kapstaden och Kairo därmed hindras. Å sin sida förlänade brittiska staten kompanierna ett privilegiebrev ("charter"), som gjorde dem till juridiska personer och förlänade dem en rad höghetsrättigheter (bland annat att utfärda förordningar, upprätta polis och militärstyrka, uppta skatter och tullar för förvaltningsändamål), men samtidigt pålade dem en mängd förpliktelser (till exempel slavhandelns bekämpande) och förbehöll riksregeringen både kontroll över deras verksamhet och godkännande av deras beslut i viktigare frågor. I motsats till merkantilismens kompanier hade de aldrig handelsmonopol inom sitt verksamhetsområde. 
I dessa former upprättades och privilegierades BSAC 1889 på 25 år, för verksamhet inom ett område, som begränsades åt söder och öster (mot Bechuanaland, Transvaal och Portugals kolonier), men lämnades alldeles obestämt mot norr. Ledare var Cecil Rhodes, som biträddes av flera framstående statsmän och finansmän. De gruvkoncessioner, som flera av stiftarna redan förut erhållit av matabelerhövdingen Lobengula, övergick på BSAC, som började sin verksamhet genom att fortsätta järnvägs- och telegraflinjerna från Kimberley och anlägga en väg till hjärtat av det nya landet. Kompaniets historia sammanfaller därefter i huvudsak med Rhodesias; dess område, fördelat på tre administrationsområden, sträckte sig ända upp till de stora sjöarna i Centralafrika. Brittiska regeringen hade emellertid utvidgat sin kontroll över landets styrelse 1894 och 1898; sistnämnda år erhöll även Sydrhodesias kolonister en begränsad representation. Då landet - ensamt av de kompanistyrda kolonierna - lämpade sig för invandring av européer, var kompaniregeringen i detta fall mer än annars en övergångsform, på sikt skulle avlösas av självstyrelse. Därvid erbjöd emellertid det finansiella läget svårigheter, då kompaniets utgifter nästan varje år betydligt översteg inkomsterna och kompaniet alltså ansåg sig berättigat till en ansenlig ersättning, om dess styrelse skulle upphöra. 
Sina inkomster fick kompaniet dels genom offentliga pålagor, dels genom försäljning av jord samt gruv- och järnvägskoncessioner; själv idkade det knappast direkt några näringar, men innehade en stor del av aktiekapitalet i Rhodesias många gruv- och järnvägsbolag. Kompaniets koncession förlängdes 1914 på tio år på oförändrade villkor, i samband varmed kompaniet genom ett tilläggsavtal 1915 medgav tidigare upprättande av ansvarig självstyrelse i det hittills kompaniförvaltade Rhodesia, om sådans införande ansågs nödig av befolkningen med brittiska regeringens samtycke.

## Företaget idag
British South Africa Company omvandlades så småningom till Charter International PLC, vilket bland annat blev ägare till svenska ESAB. Det köptes 2012 av det amerikanska börsnoterade pumpföretaget Colfax Corporation.